# Bidon
Bidon ist eine französische Gemeinde mit 256 Einwohnern (Stand 1. Januar 2022) in den Gorges de l’Ardèche im Süden des Département Ardèche. Die Bewohner werden Bidonais und Bidonaises genannt.

## Geografie
Die Gemeinde liegt auf dem Hochplateau von Les Gras zwischen den Städten Bourg-Saint-Andéol am Ufer der Rhône, in zehn Kilometer erreichbar, und Vallon-Pont-d’Arc an der Ardèche, 15 Kilometer entfernt. Sie befindet sich im Bas Vivarais im Südosten des Départements.
Bidon gehört zum Weinanbaugebiet Côtes du Vivarais.

## Geschichte

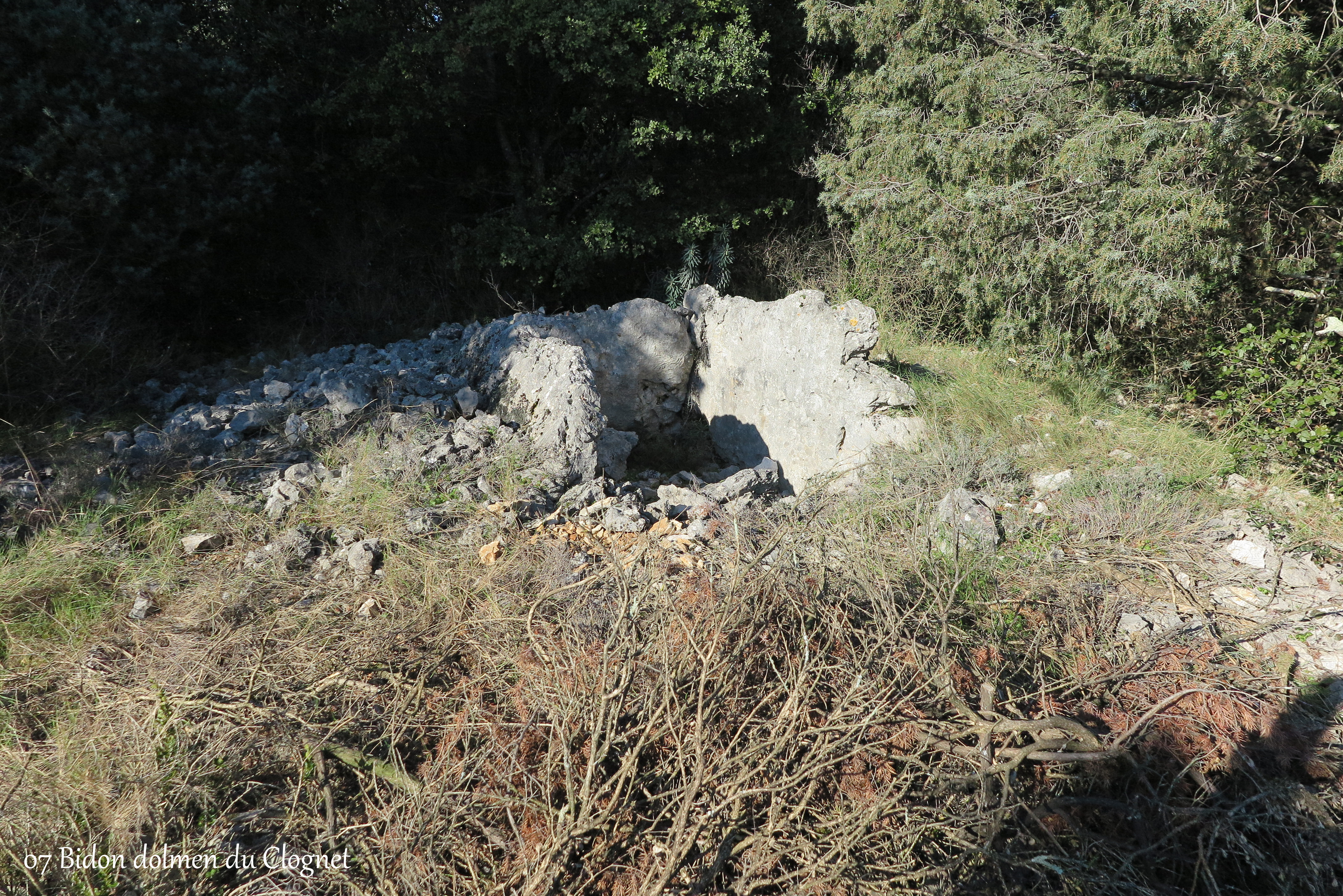
Dolmen von Clognet

Die seit 1964 als Monument historique eingestufte Grotte de la Tête du Lion liegt südlich von Bidon. Dolmen, wie der Dolmen von Champ-Vermeil und der Dolmen von Clognet und Menhire, sowie Grabanlagen weisen auf die Besiedlung in der Vorzeit.
Die Gemeinde war bis zum Ende des 18. Jahrhunderts Teil von Saint-Marcel-d’Ardèche und wurde erst 1780 endgültig unabhängig. Zum Streitfall im 19. Jahrhundert wurden die kommunalen Wälder. Der Graf von Rochemaure klagte gegen die Konsule, weil er einen Teil des Waldes abholzen und verarbeiten wollte. Die Gemeinde aber setzte sich vor allem für den Naturschutz und den Lebensraum vieler seltener Pflanzen und Tiere ein und bekam vor Gericht recht. Der Graf zog daraufhin seine Klage zurück.

## Bevölkerungsentwicklung
| Jahr                       | 1962 | 1968 | 1975 | 1982 | 1990 | 1999 | 2005 | 2018 |
| -------------------------- | ---- | ---- | ---- | ---- | ---- | ---- | ---- | ---- |
| Einwohner                  | 25   | 29   | 32   | 59   | 69   | 112  | 145  | 246  |
| Quellen: Cassini und INSEE |      |      |      |      |      |      |      |      |

## Sehenswürdigkeiten und Tourismus
Die Gemeinde Bidon lebt vom Tourismus. Das alte Dorf ist beliebt für seine kleinen Gassen und die antiken Häuser aus weißem Kalkstein sowie für seine Kirche aus dem 19. Jahrhundert. Im Gemeindegebiet liegen große Teile der Ardècheschluchten, die man von Aussichtspunkten, wie dem Fort de Madeleine, den Mauerüberresten von Le Garn und den Felsen von Castelvieil betrachten kann. Zu besichtigen ist die Grotte von Saint-Marcel-d’Ardèche, die zwar der gleichnamigen Gemeinde angehört, aber auf dem Territorium von Bidon liegt. 1228 schenkte Vierne de Baladun das Gebiet den Lehnsherren des Ortes.

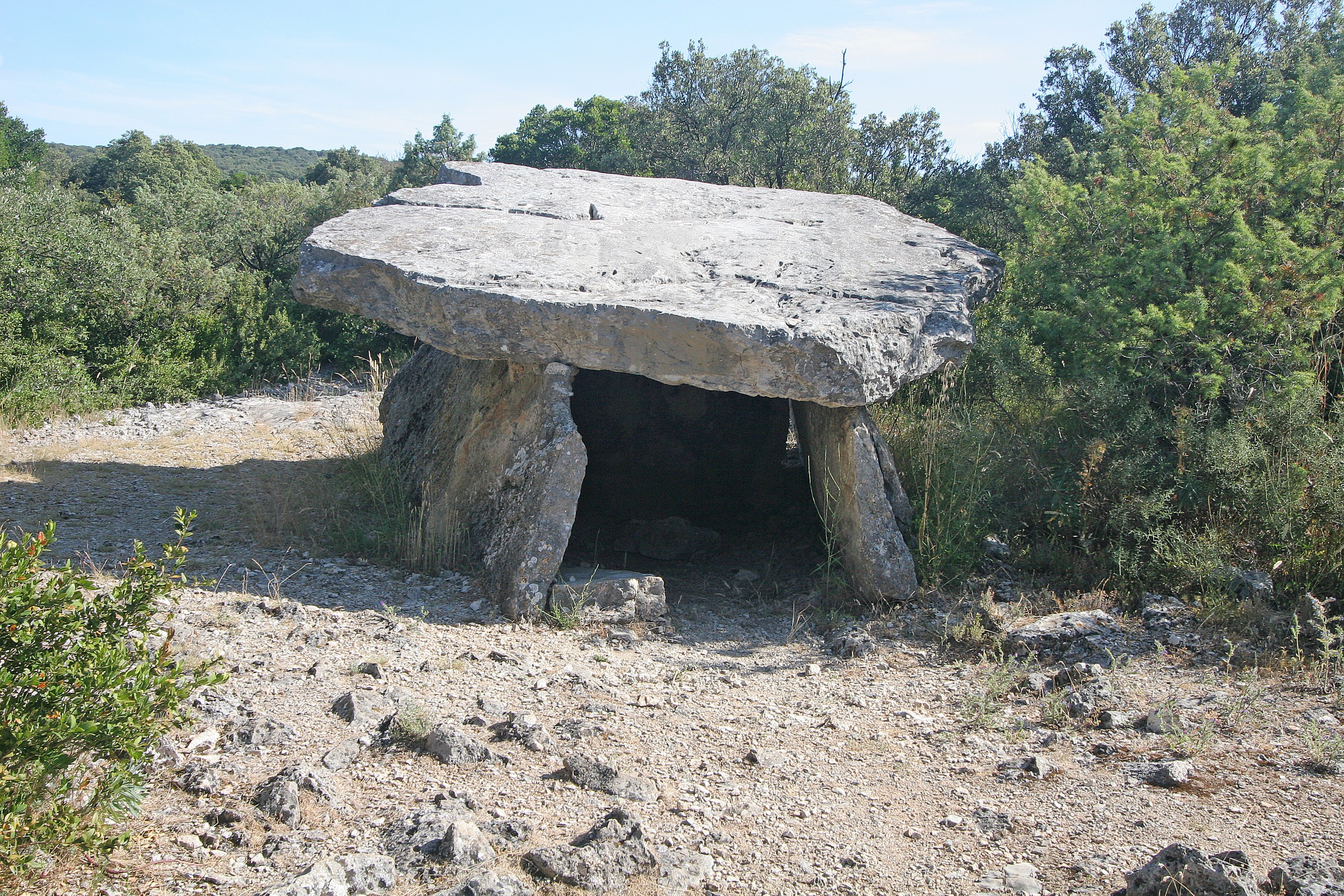
Dolmen de Champ-Vermeil

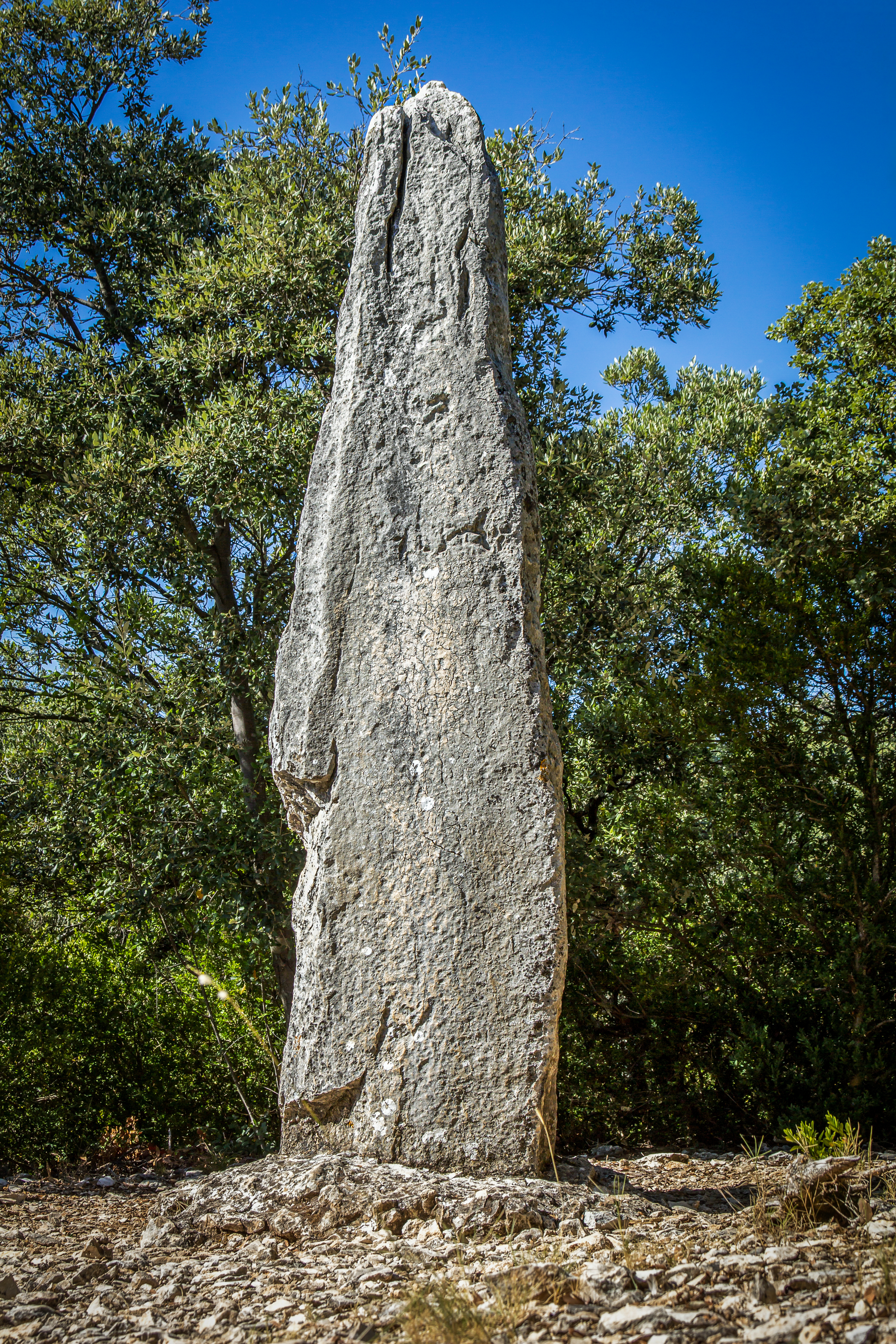
Menhir Grosse Pierre

Zu den Hauptattraktionen der Gemeinde zählen neben Dolmen und Menhiren die Karsthöhlen Grotte de la Tête du Lion und die Grotte Saint Marcel, letztere von einer eisernen Treppe aus erreichbar, die zahlreiche Stalagmiten und Stalaktiten beherbergt.
Bidon hat auch mehrere Museen zu bieten. Das Musée de l’Ardèche méridionale, veranschaulicht das Leben der Landleute vom Frühmittelalter bis heute. Es zeigt und erklärt landestypische Architektur, alte Kommunikationsmittel, Techniken der Wilderei, ehemalige Waldberufe, altertümliche Medizin und Hexenglaube. Dabei wird mit Fotos, Objekten, Ausstellungsmodellen und Rekonstruktionen gearbeitet. Das Musée de la Vie zeigt hingegen die Entwicklung des Lebens auf der Erde, vom Urknall bis zu den ersten Erscheinungsformen. Dazu werden Fossile ausgestellt und Diapanoramas benutzt. das Haus de la Réserve naturelle des Gorges de l’Ardèche, veranschaulicht den Besuchern Geologie, sowie Flora und Fauna der Umgebung. Eine Nachbildung der Schluchten und Tierrekonstruktionen werden dabei verwendet.
Der Wald von Bidon ist Teil des Naturschutzgebietes Ardèche, das 1980 gegründet wurde, 1570 Hektar groß ist und sich über acht verschiedene Kommunen erstreckt.